# Condado de Hancock (Indiana)
O Condado de Hancock é um dos 92 condados do estado americano de Indiana. A sede do condado é Greenfield, e sua maior cidade é Greenfield. O condado possui uma área de 794 km² (dos quais 2 km² estão cobertos por água), uma população de 55 391 habitantes, e uma densidade populacional de 70 hab/km² (segundo o censo nacional de 2000). O condado foi fundado em 1828.